# 诺埃尔·克伦普
诺埃尔·克伦普（英語：Noel Crump，1916年12月18日—1995年10月25日），新西兰男子游泳运动员。他曾代表新西兰参加1934年和1938年大英帝国运动会游泳比赛，其中1934年大英帝国运动会获得一枚铜牌。